# 迪尼夫齊河
迪尼夫齊河（烏克蘭語：Динівці），是烏克蘭西南部的河流，屬於普魯特河的左支流。該河發源自迪尼夫齊以北，流經切爾尼夫齊州的切爾尼夫齊區和德涅斯特區，河道全長24公里，流域面積61.8平方公里。